# I due sergenti (film 1913)
I due sergenti è un film del 1913, diretto dal regista Eugenio Perego.